# صموئيل كلارك (فيلسوف)
صموئيل كلارك (بالإنجليزية: Samuel Clarke)‏ (و. 1675 – 1729 م) هو فيلسوف، وفيزيائي، ورياضياتي، وعالم عقيدة من مملكة بريطانيا العظمى، والمملكة المتحدة، ولد في نورتش، كان عضوًا في الجمعية الملكية، توفي في لندن، عن عمر يناهز 54 عاماً.

## محاضرات بويل (1704)
ألقى كلارك محاضرات بويل لمدة عامين، بالإضافة إلى نشره لكتابين. استخدم اللاهوتيون النيوتونيون محاضرات بويل لمهاجمة خصومهم (مثل توماس هوبز وباروخ سبينوزا، أي الربوبين والمفكرين الأحرار على وجه الخصوص). فتحت المحاضرات التي ألقاها كلارك الباب أمام المزيد من المناقشات. تناول كلارك في كتابه كينونة الله وصفاته في عام 1704 مثالًا للنظام الفسيولوجي اللاهوتي، في حين كتب أدلة الدين الطبيعي والمكشوف في عام 1705. نُشر هذين الكتابين معًا فيما بعد.
توقفت سمعة كلارك على جهوده الساعية إلى إثبات وجود الله، ونظريته حول أساس الاستقامة. لم تكن حججه حول إثبات وجود الله بديهيةً بحتةً، ولم تُقدم على هذا النحو. على سبيل المثال، يقول كلارك إن ذكاء الوجود الذاتي والسبب الأساسي لكل الأشياء «لا يُمكن إثباته بديهيًا بسهولة»، لكنه «أثبت وبشكل واضح وجود دليل تجريبي مستمد من تنوع كمال الأشياء ودرجاته، وترتيب الأسباب والنتائج، والذكاء الذي خلق الكائنات التي تذخر به، والجمال والنظام والغاية النهائية من الأشياء». تنطوي الاطروحات الوارد ذكرها في الحجة على:
1. هناك شيء موجود منذ الأزل
2. يوجد منذ الخلود كائن واحد ثابت ومستقل
3. يجب أن يكون هذا الكائن غير القابل للتغيير والمتسم باستقلاليته -والموجود منذ الأزل دون وجود أي سبب خارجي لوجوده- موجودًا بذاته، أي موجود بالضرورة
4. ليس لدينا أي فكرة عن جوهر أو ماهية هذا الكائن، سواء كان موجود بذاته أو بالضرورة، ولا يمكننا فهمه أبدًا
5. لا يمكننا فهم جوهر أو ماهية الكائن الموجود ذاتيًا تمامًا لكن يمكننا إثبات العديد من السمات الأساسية لطبيعته ووجوده بدقة، على أن يكون أبديًا بالضرورة في المقام الأول
6. يجب أن يكون الكائن الموجود ذاتيًا غير محدود، وموجود في كل مكان بالضرورة
7. يجب أن يكون واحدًا
8. يجب أن يكون كائنًا ذكيًا
9. يجب ألا يكون أداةً ضروريةً، بل كائنًا يتمتع بالحرية والاختيار
10. يجب أن يمتلك سلطةً لا حصر لها
11. يجب أن تكون حكمته غير محدودة،
12. يجب أن يكون خيرًا وعادلًا وحقيقيًا بالضرورة وبشكل لامتناهي، ويجب أن يمتلك جميع أنواع الكمال الأخلاقي الأخرى، كأن يصبح الحاكم والقاضي الأعلى للعالم مثلًا.

جادل كلارك في صياغته لأطروحته السادسة بأن الزمان والمكان والخلود والكبر ليسوا ماديات بل سمات: سمات لكائن موجود ذاتيًا.
أثارت أعمال كلارك المتمحورة حول الإله جدلًا استمر حتى منتصف القرن الثامن عشر في بريطانيا. نظر إدموند لو وغيره من الكتاب إلى كلارك باعتباره يحاول إثبات وجود الإله من خلال جداله حول وجود الزمان والمكان. تأثر لو بأعمال صمويل كوليبر في عام 1718، التي غيرت بدورها من نهج كلارك.

## مراسلاته مع أنتوني كولينز
اعتُبرت المراسلات العلنية بين صمويل كلارك والمفكر الإنجليزي أنتوني كولينز بين عامي 1707 و1708 بمثابة مناقشة حول طبيعة الوعي. ركزت هذه المراسلات بشكل أساسي على إمكانية وجود نظرية مادية للعقل. دافع كولينز عن الموقف المادي المتمثل بأن الوعي ما هو إلا انبثاق عن الدماغ، في حين عارض كلارك هذا الموقف زاعمًا أنه يجب التمييز بين العقل والوعي من جهة والمادة من جهة أخرى. بحثت هذه المراسلات أيضًا في أصول الوعي، والهوية الشخصية، والإرادة الحرة، والحتمية.
أثار الجدل حول خلود الروح في عام 1706 هذه المناقشات. نشر كلارك تفنيدًا لآراء هنري دودويل، ما لفت انتباه كولينز الذي كتب بدوره رسالة إلى السيد دودويل يشاركه فيها رأيه. بلغ عدد صفحات رسالة كلارك الأساسية إلى السيد دودويل 475 صفحةً في طبعتها السادسة لعام 1731، إذ تضمنت ردود كولينز أيضًا. اعتقد كلارك أن الروح غير مادية وبالتالي خالدة، على خلاف ما اعتقد دودويل. انحاز جون نوريس إلى صف كلارك، لكنه خالفه الرأي وحاججه باستخدام أفكار مالبرانش تحديدًا. طعن كولينز بأفكار كلارك على أساس ثنائيته المادية.

## روابط خارجية
- صموئيل كلارك على موقع الموسوعة البريطانية (الإنجليزية)
- صموئيل كلارك على موقع إن إن دي بي (الإنجليزية)